# Brita Bergman
Brita Elisabeth Bergman, född 30 mars 1946, är en svensk professor emerita i teckenspråk och grundare av den teckenspråksforskning som än idag bedrivs vid Stockholms universitets institution för lingvistik.
Brita Bergmans trebetygsuppsats 1971 handlade om teckenspråk efter uppmuntran av professor Bengt Sigurd. Hon kom därefter att fortsätta forska i det nya projektet ”Teckenspråkets lingvistiska status”.
1972 började hon på en kurs i teckenspråk. Efter kursen var hon förbryllad över att hon inte förstod när döva tecknade och att hon själv hade svårt att göra sig förstådd. Det var tecken hon lärde sig, inte något språk. Snart fann hon att teckenspråket var ett språk som stod i nivå med svenskan. 
| ” | Jag fick veta att lärarna vid dövskolorna motarbetade teckenspråket. Det ansågs ha begränsade uttrycksmöjligheter och bristfällig grammatik. Tecknandets mun och ögonbrynsrörelser togs för grimaser. Döva måste visa upp »vårdad mimik». [...] ändå frodades teckenspråket på raster och fritid vid Sveriges fem dövskolor | „ |

Bergman gav 1977 ut rapporten ”Tecknad svenska” som en del av Skolöverstyrelsens rapportserie (nr 28). Den gick på djupet och tog upp bland annat upp tecknens struktur och hur den svenska grammatiken skulle användas med tecknen. Tidigt i hennes forskning kom hon fram till att teckenspråket var det enda språk döva tillägnade sig utom undervisning, det vill säga, att det måste anses som dövas modersmål.
1991 blev Brita Bergman professor i teckenspråk vid Stockholms universitet, tillika världens första teckenspråksprofessor.
Brita Bergman kan tillsammans med Lars Kruth tillskrivas äran av att teckenspråket nu är erkänt. 1992 tilldelades hon Kruthmedaljen nr. 2 för sina insatser inom teckenspråksforskning och dövrörelsen. Bland annat var hennes forskning avgörande för riksdagsbeslutet 14 maj 1981 om att erkänna svenskt teckenspråk som ett språk. 

## Utmärkelser
- 2006 blev Brita Bergman invald i Vitterhetsakademien.
- 2011 tilldelad H. M. Konungens medalj i 8:e storleken i serafimerordens band för sina betydelsefulla insatser inom teckenspråksforskning.
- 2013 invald som medlem i Academia Europaea.
- 2015 fick hon World Federation of the Deaf, WFD:s (Världsförbundet för döva) Second Class Award för sitt betydelsefulla arbete med det svenska teckenspråket.